# Штам (телесеріал)
«Штам» (англ. «The Strain») — американський драматичний телесеріал жахів, який транслювався на FX з 13 липня 2014 року по 17 вересня 2017 року. Його створили Ґільєрмо дель Торо та Чак Гоґан на основі однойменної романної трилогії. Карлтон Кьюз був виконавчим продюсером і шоураннером. Дель Торо та Гоґан написали пілотний епізод «Нічний нуль», який дель Торо зняв. Перший сезон з тринадцяти серій було замовлено 19 листопада 2013 року. Прем'єра пілотного епізоду відбулася на телевізійному фестивалі ATX в Остіні, штат Техас, на початку червня 2014 року .
6 серпня 2014 року FX продовжив серіал The Strain на 13 епізодів другого сезону, прем'єра якого відбулася 12 липня 2015 року. 7 серпня 2015 року FX продовжив випуск The Strain на 10-серійний третій сезон, прем'єра якого відбулася 28 серпня 2016 року 27 вересня 2016 року FX продовжив серіал на четвертий і останній сезон, прем’єра якого відбулася 16 липня 2017 року.
У центрі серіалу — доктор Ефраїм Гудвезер, керівник нью-йоркського Canary Project, якого покликано розслідувати приземлення літака, під час якого всі на борту мертві. Його команда виявляє спалах вірусу, який схожий на давній різновид вампіризму. Вірус починає поширюватися, і Гудвезер працює зі своєю командою та групою жителів міста, щоб вести війну, щоб врятувати людство.